# USS Thornton (DD-270)
USS Thornton (DD-270/AVD-11) là một tàu khu trục lớp Clemson được Hải quân Hoa Kỳ chế tạo vào cuối Chiến tranh Thế giới thứ nhất, được cải biến thành tàu tiếp liệu thủy phi cơ AVD-11, và đã tiếp tục phục vụ trong Chiến tranh Thế giới thứ Hai cho đến khi bị hư hại không thể sửa chữa do va chạm vào tháng 4 năm 1945. Nó là chiếc tàu chiến thứ hai của Hải quân Hoa Kỳ được đặt tên theo Đại tá Hải quân James Shepard Thornton (1826-1875), người từng tham gia cuộc Nội chiến Hoa Kỳ.

## Thiết kế và chế tạo
Thornton được đặt lườn vào ngày 3 tháng 6 năm 1918 tại xưởng tàu Squantum Victory Yard của hãng Bethlehem Shipbuilding Corporation ở Squantum, Massachusetts. Nó được hạ thủy vào ngày 2 tháng 3 năm 1919, được đỡ đầu bởi cô Marcia Thornton Davis; và được đưa ra hoạt động tại Boston, Massachusetts vào ngày 15 tháng 7 năm 1919 dưới quyền chỉ huy của Hạm trưởng, Thiếu tá Hải quân A. G. Stirling.

## Lịch sử hoạt động

### Giữa hai cuộc thế chiến
Vào ngày 26 tháng 8 năm 1919, Thornton lên đường đi Châu Âu. Sau khi ghé qua cảng thuộc quần đảo Azores, nó đi đến eo biển Gibraltar vào ngày 15 tháng 9. Trong thời gian còn lại của năm 1919, nó viếng thăm nhiều cảng cả tại Địa Trung Hải lẫn dọc theo bờ biển Đại Tây Dương. Con tàu quay trở về Boston vào ngày 12 tháng 2 năm 1920 và ở lại đây cho đến ngày 27 tháng 3, khi nó nhổ neo đi sang khu vực Thái Bình Dương.
Sau khi ghé qua nhiều cảng trong vùng vịnh Mexico, Thornton băng qua kênh đào Panama vào ngày 30 tháng 4, rồi di chuyển chậm dọc theo bờ biển phía Tây Mexico, ghé thăm Salina Cruz, Manzanillo và Guaymas trên đường đi nhằm biểu dương lực lượng. Nó đi đến San Diego, California vào ngày 27 tháng 5, và trong hai năm tiếp theo đã tiến hành các hoạt động thường lệ dọc theo bờ biển California. Vào ngày 24 tháng 5 năm 1922, nó được cho xuất biên chế và bị bỏ không tại Căn cứ Khu trục San Diego.

### Thế Chiến II
Thornton nằm trong thành phần lực lượng dự bị suốt các thập niên 1920 và 1930. Vào ngày 25 tháng 5 năm 1940, nó được huy động trở lại để được cải biến thành một tàu tiếp liệu thủy phi cơ. Nó được cho nhập biên chế trên danh nghĩa vào ngày 24 tháng 6 năm 1940 và được kéo đến xưởng tàu San Francisco của hãng Bethlehem Steel Corporation. Vào ngày 2 tháng 8 năm 1940, Thornton được chính thức xếp lại lớp với ký hiệu lườn mới AVD-11; công việc cải biến hoàn tất vào đầu năm 1941, và nó được đưa ra hoạt động thường trực vào ngày 5 tháng 3 năm 1941 dưới quyền chỉ huy của Thiếu tá Hải quân Wendell F. Kline. Vào ngày 8 tháng 4, nó trình diện để hoạt động cùng Tổng tư lệnh Hạm đội Thái Bình Dương tại San Pedro, California. Mười ngày sau, nó đi đến Trân Châu Cảng và tham gia các hoạt động thường lệ tại khu vực quần đảo Hawaii cho đến tháng 8 năm 1942. Trong giai đoạn này, nó thực hiện các chuyến đi thường xuyên đến Midway, đảo Wake, Palmyra và các đảo ngoại vi khác thuộc Quân khu Hải quân 14.
Vào sáng ngày 7 tháng 12 năm 1941, Thornton đang neo đậu tại Căn cứ Tàu ngầm Trân Châu Cảng. Khi máy bay của Hải quân Đế quốc Nhật Bản bắt đầu tấn công lúc 07 giờ 56 phút, thủy thủ của nó dưới sự chỉ huy của bốn thiếu úy dự bị đã trực chiến chỉ hai phút sau đó. Họ chống trả bằng mọi thứ vũ khí sẵn có: bốn súng máy.50 caliber, ba súng máy Lewis, ba khẩu Browning và 12 súng trường Springfields.30 caliber. Hỏa lực phòng không kết hợp của Thornton và Hulbert (AVP-6) đã bắn rơi ít nhất một máy bay ném bom-ngư lôi cũng như đánh đuổi hai chiếc khác đang tìm cách tấn công Neosho (AO-23) khi chiếc tàu chở dầu thay đổi nơi neo đậu vào lúc diễn ra đợt tấn công thứ hai từ 09 giờ 10 phút đến 09 giờ 17 phút. Thornton trải qua cuộc tấn công mà không bị hư hại hay thương vong.
Sau đó, Thornton đặt căn cứ tại bãi ngầm French Frigate cùng với như những tàu giải cứu cho những máy bay tham gia cuộc truy tìm và tuần tra trên không. Sau chiến thắng trong trận Midway, nó tiếp nối các chuyến đi giữa các đảo ngoại vi thuộc Quân khu Hải quân 14 cho đến tháng 8 năm 1942, cho dù việc chiếm đóng đảo Wake của quân Nhật đã loại trừ nơi này khỏi danh sách những điểm đến của nó. Vào ngày 25 tháng 8, nó khởi hành từ Trân Châu Cảng hướng lên phía Bắc, đi đến Kodiak, Alaska vào ngày 30 tháng 8. Trong hai tháng tiếp theo, chiếc tàu tiếp liệu di chuyển tại vùng biển băng giá của Alaska trong thành phần Lực lượng Đặc nhiệm 8, ghé qua Kodiak, Attu và Chernofski trước khi rời Kodiak để quay về Trân Châu Cảng vào ngày 21 tháng 10.
Thornton dừng lại Trân Châu Cảng từ ngày 30 tháng 10 đến ngày 10 tháng 11 trước khi lên đường nhận nhiệm vụ tại khu vực Nam Thái Bình Dương. Sau khi làm nhiệm vụ một thời gian ngắn tại Suva thuộc quần đảo Fiji, Funafuti thuộc quần đảo Ellice, và tại Vanikoro thuộc quần đảo Santa Cruz, nó di chuyển đến Espiritu Santo thuộc quần đảo New Hebrides, đến nơi vào ngày 18 tháng 7 năm 1943. Nó tiếp tục ở lại Espiritu Santo cho đến ngày 11 tháng 11, khi nó lên đường ra khơi hướng đến Guadalcanal thuộc quần đảo Solomon. Từ ngày 13 đến ngày 15 tháng 11, nó thực hiện một chuyến đi khứ hồi giữa Guadalcanal và Espiritu Santo để hộ tống chiếc Chandeleur (AV-10) đi đến Guadalcanal. Sau nhiệm vụ tại khu vực quần đảo Solomon và một chặng dừng tại Trân Châu Cảng từ ngày 5 đến ngày 8 tháng 2, Thornton quay trở về vùng bờ Tây, đi đến đảo Mare vào ngày 17 tháng 2 năm 1944. Nó tiếp tục ở lại vùng bờ Tây trong 10 tháng tiếp theo, thực hiện các nhiệm vụ thường lệ đồng thời được sửa chữa rộng rãi. Vào ngày 3 tháng 12 năm 1944, nó khởi hành từ San Pedro để đi sang khu vực Tây Thái Bình Dương.
Từ giữa tháng 12 năm 1944 đến cuối tháng 2 năm 1945 Thornton hiện diện tại Trân Châu Cảng. Vào ngày 22 tháng 2, nó lên đường cho hoạt động chuẩn bị nhằm chiếm Okinawa. Nó ghé qua Eniwetok vào đầu tháng 3, rồi đi đến Ulithi, địa điểm tập trung lực lượng cho cuộc chiếm đóng Okinawa. Vào ngày 5 tháng 4 năm 1945, đang khi hoạt động tại vùng biển quần đảo Ryūkyū trong thành phần Đội Trinh sát và Tìm kiếm thuộc Lực lượng Tấn công phía Nam, Thornton mắc tai nạn va chạm với Ashtabula (AO-51) và Escalante (AO-70). Mạn phải con tàu bị hư hại nặng và bung ra mặt biển. Vào ngày 14 tháng 4, nó được kéo đến Kerama Retto; và đến ngày 29 tháng 4 một ủy ban điều tra và khảo sát khuyến nghị rằng Thornton nên được cho ngừng hoạt động, cho mắc cạn, tháo dỡ mọi thiết bị còn có thể sử dụng được, rồi loại bỏ. Nó được cho mắc cặn và xuất biên chế vào ngày 2 tháng 5 năm 1945; tên nó được cho rút khỏi danh sách Đăng bạ Hải quân vào ngày 13 tháng 8 năm 1945. Vào tháng 7 năm 1957, xác tàu của Thornton bị loại bỏ và giao lại cho chính quyền quần đảo Ryūkyū.

## Phần thưởng
Thornton được tặng thưởng ba Ngôi sao Chiến trận do thành tích phục vụ trong Chiến tranh Thế giới thứ hai.